# هیدرولوژی ایزوتوپی
هیدرولوژی ایزوتوپی یکی از شاخه‌های علم هیدرولوژی است که از طریق شناسایی عمر ایزوتوپ‌ها، عمر و خاستگاه آب و حرکت و توزیع آن در چرخهٔ هیدرولوژیکی را تخمین می‌زند.
از این روشها برای سیاستگذاری استفاده از آب، نقشه‌برداری آکیفرها، محافظت از منابع آب و کنترل آلودگی استفاده می‌شود.

## جزئیات
مولکول‌های آب بر اساس نسبت و تنوع ایزوتوپ‌های هیدروژن و اکسیژنی که دارند، دارای نوعی اثر انگشت مشخص و منحصربفرد هستند. ایزوتوپ‌ها شکل‌های مختلف یک عنصر واحد هستند که در تعداد نوترون‌های هسته‌شان با یکدیگر تفاوت دارند.
هوا، خاک و آب غالباً دارای اکسیژن ۱۶ هستند. اکسیژن ۱۸ تقریباً در هر ۵۰۰ اتم اکسیژن یکبار اتفاق می‌افتد و کمی از اکسیژن ۱۶ سنگین تر است، چرا که دو نوترون اضافی دارد. هنگامی که به آب انرژی داده می‌شود، اتم‌های سبکتر اکسیژن ۱۶ تبخیر می‌شوند و اتم‌های سنگین تر اکسیژن ۱۸ در آب باقی می‌مانند؛ بنابراین آب دریا احتمالاً نسبت بیشتری اکسیژن ۱۸ در خود جای داده است در حالی که آب باران و برف محتوی مقدار کمتری اکسیژن ۱۸ است.
همچنین از آنجایی که آب معمولاً محتوی کربن دی اکسید حل شده می‌باشد، شناسایی عمر ایزوتوپ کربن ۱۴ نیز می‌تواند بعنوان بخشی از علم هیدرولوژی ایزوتوپی بکار برده شود.

## کاربردها

### تخمین عمر یخ یا برف
یکی از کاربردهای رایج این روش، استفاده از ایزوتوپ پایدار برای تخمین و محاسبهٔ عمر یخ و برف برای مشخص کردن شرایط اقلیم آب و هوایی در گذشته می‌باشد. دمای متوسط سالیانهٔ بیشتر، ایجاب می‌کند که مقادیر بیشتری ایزوتوپ سنگین تر در آب باشد، در حالی که مقادیر کمتر از حد متعارف آن در آبهای زیرزمینی یا لایه‌های یخ، نشان دهندهٔ دوران سرما و حتی عصرهای یخبندان می‌باشد.

### تعیین دبی پایه و دبیآب زیرزمینیدر روان‌آب
از آنجایی که در هر بارش باران یا برف، شناسنامهٔ ایزوتوپی بارش مشخص می‌باشد، و نیز شناسنامهٔ آب زیرزمینی هم بوسیلهٔ حفر چاهک‌هایی قابل تعیین است، مقادیر نسبت‌های ایزوتوپ‌ها در ترکیب این دو در چشمه‌ها و رودها، شاخصی برای بدست آوردن نسبت آب زیرزمینی به آب باران در روان‌آب است.

### شناسایی آب منابع آب نیروگاه‌ها
از ایزوتوپ‌های پایدار همچنین برای ردیابی منابع آب و نسبت آنها در آب مورد استفاده نیروگاه‌ها استفاده می‌شود.

## پروژه‌های اخیر
برنامهٔ هیدرولوژی ایزوتوپی در آژانس بین‌المللی انرژی اتمی، به کشورهای در حال توسعه (شامل ۸۴ پروژه در بیش از ۵۰ کشور) کمک می‌کند. همچنین این برنامه در حال تشکیل نقشه‌ای جامع و دارای جزئیات از منابع آب موجود در روی کره زمین است.
در اتیوپی، لیبی، چاد، مصر و سودان، آژانس بین‌المللی انرژی اتمی از این تکنیک‌ها برای کمک به سیاستگذاری‌های آبی منطقه‌ای استفاده کرده است.
بحران آلودگی آرسنیکی در بنگلادش که سازمان سلامت جهانی از آن بعنوان «بزرگترین مسمومیت یک جمعیت در تاریخ» یاد کرده است، با این تکنیک‌ها شناسایی شده است.